# Republicanos de Última Hora
O termo Republicanos de última hora é na historiografia brasileira, usada para designar adeptos que aderiram ao movimento republicano após o dia 13 de maio de 1888 – data de assinatura da Lei Áurea – ao sentirem-se lesados pela publicação desta lei. Em sua grande maioria era composta pelos grandes fazendeiros e cafeicultores indignados por perderem sua mão de obra escrava e não serem indenizados pelo governo. Insatisfeitos com a libertação dos negros, fazendeiros passaram a engrossar o coro republicano pelo fim da Monarquia no Brasil. Ficariam também conhecidos na história brasileira como republicanos de 14 de maio. Com isso, deixaram de apoiar o sistema monárquico e aderiram à causa republicana, sendo um dos principais protagonistas na proclamação da república.
O livro do escritor Flávio Gomes, Negros e Política (1888 – 1937), descreve uma peculiar movimentação de fazendeiros escravagistas que ficou conhecida como 14 de Maio. Insatisfeitos com a libertação dos negros, fazendeiros passaram a engrossar o coro republicano pelo fim da Monarquia no Brasil. Os “ex-escravos perceberam rapidamente que seus ex-senhores haviam trocado suas roupas de fazendeiros por fardas republicanas”. Nada de progressismo; apenas negócios. Esta é a base material de uma ideologia política baseada em mitigar os efeitos econômicos e políticos da libertação de negros na estrutura capitalista, e impedir a Liberdade de negros no país.
O termo também é designado para os adeptos tardios, ou seja, às vésperas da proclamação da república. Marechal Deodoro da Fonseca, autor da proclamação da república, foi provavelmente o mais importante desses adeptos tardios. Monarquista convicto e até então considerado amigo do imperador Dom Pedro II, assumiu o comando das forças rebeldes e na noite do dia 15 proclama a queda da monarquia e a substituição por um governo provisório.